# Donnavventura
TV Raider: le storie di Donnavventura è un programma televisivo italiano di genere docu-reality incentrato sui viaggi, attualmente trasmesso su Rai 2 la domenica alle 12:05. Il programma, precedentemente noto solo come  Donnavventura, è stato trasmesso da Rai 1 dal 1989 al 1994 e, da Rete 4 dal 1994 al 2020 la domenica alle 13:55.

## Il programma
Il programma mostra delle vere e proprie spedizioni compiute dalle protagoniste delle puntate, ovvero alcune donne, e assume anche il ruolo di programma documentaristico poiché mostra agli spettatori i luoghi e i loro beni culturali.
La sigla ufficiale è Over the Rainbow di Israel Kamakawiwo'ole, dal 2012 sostituita dalla versione di Chiara Galiazzo.

## Le spedizioni del programma
- 1997 - Libia e Tunisia[4]
- 1998 - Nord Africa
- 1999 - Patagonia[5]
- 2000 - Australia
- 2001 - Amazzonia
- 2002 - Marocco[6]
- 2003 - Lapponia[7]
- 2003 - Grand Raid Sudamericano
- 2004 - Grand Raid Americano[8]
- 2005 - Grand Raid Africa australe[9]
- 2006 - Grand raid Australia[10]
- 2007 - Grand Raid Malesia[11]
- 2008 - Grand Raid Do Brasil[12]
- 2009 - Grand Raid Americano[13]
  - Donnavventura Story: Svizzera[14]
- 2010 - Grand Raid d'Egitto[15]
- 2011 - Grand raid Oceano Indiano[16]
- 2012 - Grand Raid Oceano Pacifico[17]
- 2013 - Grand raid Americano[18]
- 2014 - Grand raid Oceano Atlantico[19]
- 2015 - Grand Raid del Caribe[20]
- 2016 - Il mondo[21]
- 2017 - Africa e oceano Indiano[22][23]
- 2019 - Da Venezia alla terra del Sol Levante
- 2020 - Grand Raid del trentennale: dall'Islanda all'equatore[24]
- 2022 - Italia
- 2023 - Donnavventura Green (Zanzibar, Kenya, Maldive, Giappone, Fiji)